# Nuri Albala
Nuri Albala, né le 15 juin 1943 à Rabat au Maroc et mort le 19 mai 2009 à Paris 1er, est un avocat et un juriste international, engagé dans la défense des droits de l'homme.
À quinze ans, après avoir obtenu le second prix de version latine au Concours Général, il quitte Rabat pour faire son droit à Paris. Il y rencontre le sénateur Henri Caillavet avec qui il liera une longue amitié, même si parfois leurs idées pouvaient diverger, car il s'était inscrit au Parti Communiste.
Il a été longtemps le responsable international de l’ONG "Droit solidarité" à l'Association internationale des juristes démocrates (AIJD) et président de la commission internationale d'enquête "Droits fondamentaux et mondialisation".
Il a effectué de nombreuses missions internationales d’observation en matière de Droits de l’Homme, notamment en Iran après la chute du Chah, en Argentine du temps de la junte militaire, en Uruguay ou en Colombie, pour le compte de la Fédération internationale des droits de l'homme et de l'Association internationale des juristes démocrates. Représentant en France de l’Association américaine de juristes, il était également membre fondateur de « Droit Solidarité », de l’Observatoire de la Mondialisation et de la Coordination pour un contrôle citoyen de l’OMC.
Il a développé, avec l'AIJD et ATTAC, une réflexion très critique envers l'absence de respect des lois internationales qui a présidé à l'attaque contre l'Irak en 2003 ou à la négation des règles de l'ONU. Il avait notamment participé activement à la lutte contre le projet d'Accord multilatéral sur l'investissement (AMI) préparé en grand secret en 1997 au sein de l'OCDE afin de soustraire aux États la capacité à intervenir sur les investissements des firmes multinationales[réf. nécessaire].
Il était membre du conseil scientifique d'Attac-France. À ce titre, il a animé de nombreuses sessions des Universités d'été d'Attac consacrées au droit international et à la défense des droits citoyens notamment pour les communes qui se déclaraient hors de l'AGCS.
À ses funérailles de nombreuses personnalités du monde politique et d'anciens ministres étrangers furent présents[réf. nécessaire].